# Совя-Воля-Фольварчна
Совя-Воля-Фольварчна (пол. Sowia Wola Folwarczna) — село в Польщі, у гміні Чоснув Новодворського повіту Мазовецького воєводства.
Населення — 110 осіб (2011).
У 1975-1998 роках село належало до Варшавського воєводства.

## Демографія
Демографічна структура станом на 31 березня 2011 року:
|          | Загалом | Допрацездатний вік | Працездатний вік | Постпрацездатний вік |
| -------- | ------- | ------------------ | ---------------- | -------------------- |
| Чоловіки | 57      | 10                 | 42               | 5                    |
| Жінки    | 53      | 10                 | 33               | 10                   |
| Разом    | 110     | 20                 | 75               | 15                   |